# Вулиця Комаринця
Вулиця Комаринця — вулиця у Франківському районі міста Львова, у місцевості Вулька. Пролягає від вулиці Героїв Майдану углиб забудови, де завершується глухим кутом.

## Історія
Вулиця виникла на початку XX століття, у 1912 році отримала назву вулиця Дилевських, на честь родини, яка володіла навколишніми землями. Під час німецької окупації, з жовтня 1941 року по липень 1944 року мала назву Бахштрассе, на честь німецького композитора Йоганна Себастіана Баха. Після війни довоєнну назву відновили, а за радянських часів, у 1950 році вулицю перейменували на вулицю Мініна, на честь Кузьми Мініна, одного з організаторів та керівників народного ополчення (разом з Дмитром Пожарським) у 1611—1612 роках. Сучасну назву вулиця отримала 1993 року, на пошану українського літературознавця Теофіла Комаринця.

## Забудова
До вулиці приписані лише два будинки. У першій третині XX століття на цій та сусідній вулицях розміщувався комплекс Міських будинків сиріт. 
Триповерхова будівля під № 2 зведена у 1928 році. Тут ще по війні містився один з корпусів інтернату. 2 вересня 1952 року тут відкрилася середня школа № 50 з російською мовою викладання. Рішенням виконкому ЛМР № 1051 від 4 вересня 1957 року школі присвоєне ім'я радянського педагога, одного із засновників системи колективного дитячо-підліткового виховання А. С. Макаренка. 1964 року відкрито другий корпус, в якому розмістилася початкова школа. Нині — Львівська загальноосвітня школа I—III ступенів № 50 імені Антона Макаренка.
Сусідня двоповерхова будівля під № 2а зведена у 1913—1914 роках за проєктом архітектора Кароля Добжицького. Від 1945 року в будівлі містився «Обласний будинок дитини у Львові», від травня 1947 року — Міський дитячий будинок № 1, у березні 1988 року перепрофільований у Будинок дитини № 1 для дітей з ураженням центральної нервової системи та порушенням психіки.